# Pentacomia drechseli
Pentacomia drechseli is een keversoort uit de familie van de loopkevers (Carabidae). De wetenschappelijke naam van de soort is voor het eerst geldig gepubliceerd in 1997 door Sawada & Wiesner.